# Denis Novato
Denis Novato, slovenski harmonikar, glasbeni pedagog, skladatelj * 4. maj 1976, Dolina pri Trstu.

## Življenje in delo
Denis Novato je harmonikar iz zamejstva, natančneje iz vasi Krmenka pri Trstu. Najprej je igral klavirsko harmoniko, s katero je imel leta 1986 prvi nastop. Z diatonično harmoniko se je seznanil ob pouku pri profesorju Zoranu Lupincu in jo tako vzljubil, da je postala njegov delavni inštrument in jo odtlej promovira po celem svetu.
Leta 1998 je postal svetovni prvak v igranju na diatonično harmoniko. To je bil le vrh njegove že uspešne kariere, saj je med leti 1995 in 2000 dosegel kar 25 prvih mest na različnih mednarodnih tekmovanjih igranja na harmoniko. Njegove turneje so doslej potekale v številnih državah, kot so Združene države Amerike, Brazilija, Avstralija, Avstrija, Francija, Italija, Slovenija, Švica, Rusija, Dubaj. Večkrat je nastopal tudi z znanim avstrijskim ansamblom Die Mooskirchner. Avstrijski izdelovalec harmonik Lanzinger je zanj naredil poseben tip harmonike in ga po njem tudi poimenoval, tudi podjetje Munda, s katerim Novato sodeluje, je prav tako izdelalo nekaj unikatnih harmonik z njegovim imenom.
Denis Novato ogromno nastopa po celem svetu in večkrat igra tudi v dobrodelne namene. Zaigral je tudi za papeža Frančiška in mu podaril posebno harmoniko.
Leta 2021 ga je predsednik Italijanske Republike Sergio Mattarella imenoval za Viteza republike (Cavaliere della Repubblica) za njegovo življenjsko delo.
Leta 2021 so ga sprejeli v hišo slavnih harmonikarjev Zveze ameriških glasbenikov, pevcev in umetnikov (FAMSPA) v New Yorku, istega leta so mu v Gradcu podelili še prestižno nagrado Oberkrainer Award.
Leta 2022 je bil sprejet v muzej slavnih harmonikarjev v Recoaro Terme (Italija), kjer je pustil pozlačeni odtis dlani.